# Radosław Wojtaszek
Radosław Wojtaszek (Elbląg, 13 januari 1987) is een Poolse schaker. In 2005 werd hem door de FIDE de grootmeestertitel toegekend en hij behoort tot de Poolse schaaktop.
- Van 21 april t/m 4 mei 2005 werd in Poznań het Poolse kampioenschap gespeeld dat door Wojtaszek met 9½ uit 13 gewonnen werd. Op de tweede plaats eindigde Ralf Åkesson met negen punten en Robert Kempiński werd met 8½ punt derde.
- In 2011 werd hij tweede bij het Europees kampioenschap schaken.
- In 2013 won hij met 10.5 pt. uit 14 het Vladimir Petrov Memorial, een rapidschaak-toernooi.[1][2]
- In maart 2018 nam hij deel aan het Europees kampioenschap schaken, gehouden in Batoemi, Georgië, waar hij eindigde als tweede met 8 pt. uit 11, een half punt achter de winnaar Ivan Šariç.[3]